# Bakari Koné
Bakari Koné (Abidjan, 17 settembre 1981) è un ex calciatore ivoriano, di ruolo centrocampista.
Ha 10 fratelli e 5 sorelle e un fratello minore, Arouna, anch'egli nazionale ivoriano. Un terzo fratello, Karamoko Koné, è nelle giovanili del Roda.

## Palmarès

### Club

#### Competizioni nazionali
- Supercoppa africana: 1

ASEC Mimosas: 1999
- Campionato ivoriano: 3

ASEC Mimosas: 2000, 2001, 2002
- Campionato francese: 1

Olympique Marsiglia: 2009-2010
- Coppa di Lega francese: 1

Olympique Marsiglia: 2009-2010

### Individuale
- Capocannoniere della Ligue 2: 1

2005 (24 gol)
- Giocatore dell'anno della Ligue 2: 1

2005